# ÖBB 4130
Die Reihe 4130 der Österreichischen Bundesbahnen (ÖBB) bezeichnet elektrische Triebzüge, die ursprünglich als Schnelltriebwagen im Fernverkehr eingesetzt wurden. Im engeren Sinn war 4130 die Bezeichnung der Triebwagen, die Steuerwagen wurden als Reihe 6130 und die Zwischenwagen als Reihe 7130 bezeichnet. Die Konstruktion erfolgte auf Basis der Nahverkehrstriebwagen Baureihe 4030. Besondere Bedeutung erhielten die Fahrzeuge durch den Einsatz als Triebwagenschnellzug Transalpin von Wien nach Zürich. Sie wurden im Fernverkehr schon bald abgelöst und waren danach im Regionalverkehr im Verwendung. Der Einsatz im Planverkehr begann 1958 und endete bei den Österreichischen Bundesbahnen im Jahr 1998. 4130.02 wurde 1987 an die Montafonerbahn verkauft und war dort mit der Bezeichnung ET 10.105 bis 2003 in Einsatz.

## Geschichte

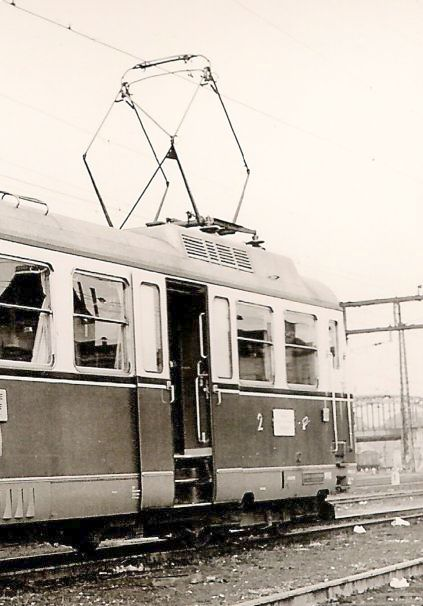
4130.01 mit irrtümlich angehobenem SBB-Bügel in München Hbf (Februar 1959)

Bei der internationalen Fahrplankonferenz im Oktober 1957 wurde die Einführung eines Triebwagenschnellzugs zwischen Wien und Zürich ab 1. Juni 1958 beschlossen. Speziell für diese Verbindung wurde aus dem damals laufenden Auftrag zum Bau der Regionalverkehrstriebwagen Reihe 4030.0 vier Garnituren als Variante für den Schnellzugverkehr bestellt. Es entstanden die vierteiligen Garnituren der Reihe 4130. Gegenüber der Reihe 4030 erhielten Zwischen- und Steuerwagen lediglich einen Einstieg, und zwecks Steigerung des Sitzkomforts wurde die Sitzteilung 2+1 gewählt, lediglich über den Triebfahrwerken wurde aus technischen Gründen die Anordnung 2+2 belassen. Die Höchstgeschwindigkeit wurde auf 130 km/h gesteigert und die Leistung der Fahrmotoren war um 25 % höher als bei der Reihe 4030. Im Steuerwagen wurde eine Küche untergebracht, die Versorgung der Fahrgäste geschah am Sitzplatz mittels Beistelltischen.
Wie geplant besorgten die Fahrzeuge ab 1. Juni 1958 den Schnellverkehr Wien–Zürich als TS Transalpin, ein Jahr darauf wurde die Verbindung bis Basel verlängert. Weiters fuhren sie unter anderem als Wörthersee zwischen Klagenfurt und München und als Meistersinger von Linz nach Nürnberg. Ab 1965 wurden sie im Fernverkehr durch die Reihe 4010 abgelöst und in der Folge im Nah- und Regionalverkehr eingesetzt.
Anlässlich des Jubiläums „150 Jahre Eisenbahn in Österreich“ im Jahr 1987 wurde der 4130.01 wieder in der ursprünglichen Farbgebung lackiert. Bei der Parade der Bahn wurde der historisch aufgearbeitete vierteilige Zug als Transalpin präsentiert. Obwohl der Zug bis zu seiner Ausmusterung in diesem Zustand verblieb, erfolgte keine museale Erhaltung.
Die Fahrzeuge wurden zuletzt im Raum Villach eingesetzt und in den Jahren 1982 bis 1998 ausgemustert. 4130.02 wurde 1987 an die Montafonerbahn verkauft und befand sich dort bis Herbst 2003 im Einsatz. Anschließend wurde er versteigert, sein Verbleib ist unbekannt. Einige Zwischenwagen wurden als Tunnelrettungswagen weiterverwendet.

## Technik
Die Fahrzeuge wiesen gegenüber der Reihe 4030 eine um 25 % gesteigerte Leistung auf. Während der Transformator unverändert übernommen werden konnte, erhielten die 4130 ein Hochspannungsschaltwerk mit 110 V-Steuermotor und 25 Fahrstufen, dessen Ansteuerung über Magnetverstärker erfolgte. Die vier selbstbelüfteten Fahrmotore erbrachten eine Stundenleistung von insgesamt 1.253 kW bei 80 km/h. Die Höchstgeschwindigkeit wurde auf 130 km/h gesteigert, dazu wurde auch das Übersetzungsverhältnis der Getriebe angepasst. Die Kraftübertragung erfolgte über einen Siemens-Gummiringfederantrieb. Für den Einsatz als Transalpin mussten die Triebwagen mit zwei unterschiedlichen Stromabnehmern – einem nach dem in Österreich und Deutschland gültigen Standard und einem mit den für die Schweiz erforderlichen schmäleren Schleifleisten – ausgerüstet werden. Während bei der ersten Serie der Baureihe 4030 Vielfachsteuerungen erst später nachgerüstet wurden, waren diese bei der Baureihe 4130 von Anfang an vorhanden.

## Modell
Die Wiener Firma Kleinbahn brachte bereits 1958 ein vereinfachtes H0-Modell des 4130 heraus, welches bis Mitte der 1970er Jahre im Programm war und auch als Basis für ein Modell der Reihe 4030 diente. Die Firma Jägerndorfer produziert seit dem Jahr 2022 Modelle des Zugs im Maßstab 1:160 (Modellbahn Nenngröße N)

## Einsatzgebiete

### Fernverkehr
- Transalpin ab 1958 von Wien nach Zürich, ab 1959 von Wien nach Basel
- Wörthersee von München nach Klagenfurt über Salzburg und die Tauernbahn
- Meistersinger von Linz nach Nürnberg
- Erzherzog Johann von Wien über Attnang-Puchheim nach Stainach-Irdning

### Nahverkehr
- Regionalzüge im Raum Villach
- Schülerverkehr auf der Montafonerbahn